# فرانسوا-زافير غيرا
فرانسوا-زافير غيرا (بالإسبانية: François-Xavier Guerra)‏ هو مؤرخ إسباني، ولد في 1942، وتوفي في 10 نوفمبر 2002.